# 瘤皮孔酸藤子
瘤皮孔酸藤子（学名：Embelia scandens），为紫金牛科酸藤子属下的一个种。

## 扩展阅读
維基物種上的相關：瘤皮孔酸藤子